# Техасская резня бензопилой (издательство Wildstorm)
«Техасская резня бензопилой» (англ. Texas Chainsa Massacre) — американская серия комиксов издательства «WildStorm» 2007 года, созданная по мотивам одноименного фильма 2003 года. Комиксы продолжают историю фильма, в центре которой оказывается маньяк Кожаное лицо, шериф Хойт и их семья каннибалов-убийц. 

## Том 1
После того, как «Avatar Press» теряет права на выпуск комиксов студии «New Line Cinema», «WildStorm» начинает работу над серией-продолжением ремейка 2003 года. После окончания серии издательство выпустило коллекционный вариант со всеми выпусками под одой обложкой. События происходят год спустя после фильма: у Кожаного лица отрублена рука, Эйрин помещена в психиатрическую клинику, а ФБР начинает серьёзное расследование событий в Техасе; среди агентов — дядя героини фильма, девушки Пеппер, который начинает «копать» под Хьюиттов. В центре внимание две группы героев — агенты ФБР под руководством агента Хупера и теле-журналистка по имени Ким Бёрнс, взявшиеся всерьёз за расследование событий в Фуллере, штат Техас.

### Сюжет
Выпуск #1. 21 июня 1974 года. В город Фуллер год спустя после кровавых событий первого фильма прибывает группа из четырёх агентов ФБР, возглавляемая агентом Хупером, и журналистка Ким Бейнс с оператором Маркусом и гримёршей Дарлой, для расследований дела, прогремевшего на всю страну и ставшего известного как Техасская резня бензопилой. Агены встречаются с местным полицейским офицером Кристи, которые передаёт им папку с информацией о деле. Тем временем, журналисты встречают Чайную даму. Тем же вечером, на заправке, где работала Люда Мэй, агенты находят спрятанные улики по делам пропавших жертв, а агент Хэнкель сваливается в подвал сарая рядом с заправкой и находит множество человеческих останков.
Выпуск #2. Агенты Хэнкель и Бейнс следуют по канализационному туннелю от заправки до фермы Хьюиттов, а Бонд и Хупер отслеживают направление канала наверху. Между тем, журналисты оказываются на мясном комбинате, где вовсю кипит работа, возглавляемая неким Хэнком. Карла остаётся ждать в машине и в ночной тишине она сталкивается с Джедайей. Очнувшись, она понимает, что оказалась в логове Хьюиттов, к которым присоединились ещё несколько родственников — Зик и Шилон.
Выпуск #3. Маркус и Ким отправляются на поиски Дарлы и возвращаются на фабрику. Хэнк убивает Маркуса, а затем вырубает Ким. А перед агентами стоит дилемма — либо самим справиться с делом в экстренном в случае, либо покинуть Фуллер, так как подкрепление в ближайшее время не прибудет. Они решают остаться, и Хупер и Бейнс возвращаются в туннель, где сталкиваются с Зиком. Тем временем Ким удаётся сбежать, и Хэнк начинает преследование.
Выпуск #4. Бейнс и Хупер расходятся — агент Бейнс выходит к фабрике, где между ним и Хэнком завязывается драка. Тем временем Бонд и Хэнкель достают тела из туннеля. Зик притворился мертвецом и убивает Бонда. Хэнкель выходит наружу, услышав шум, и встречает Чайную даму и Генриетту, напавших на него. Хупер приходит к дому Хьюиттов и пытается задержать Монти, Шилона и Люду Мэй. Бейнс убивает Хэнка и встречает Кожаное лицо.
Выпуск #5. Кожаное лицо гонится за Бейнсом, но на помощь поспевает Ким на машине. Они возвращаются на заправочную станцию и находят тело Бонда. Тем временем, Чайная дама и Генриета насилуют Хэнкеля, Джедайя убивает Хупера мясным ножом. Обессиленный Бейнс просит Ким найти агентов Хупера и Хэнкеля, и на неё нападает Кожаное лицо, а затем приводит за обеденный стол в дом Хьюиттов.
Выпуск #6. Бейнс приходит на помощь Ким и случайно взрывает гранату. Кожаное лицо отрубает голову Бейнсу бензопилой, а затем начинает преследовать Ким и Хэнкеля, вскоре убивая последнего выжившего агента ФБР. Девушка вновь сбегает и оказывается в баре, где просит о помощи, однако никто не отзывается. Приходит Кожаное лицо и посетители выдают Ким маньяку. Зик за рулём грузовика, а Кожаное лицо и Ким находятся внутри. Ким удаётся выкинуть маньяка на полном ходу из грузовика, а затем пропилить насквозь Зика. Наступает утро, 22 июня 1974 года.

### Отсылки к создателям
- Хупер (англ. Hooper) — фамилия режиссёра и сценариста оригинального фильма 1974 года.
- Ким (англ. Kim) — имя, а Хэнкель — фамилия сценариста картины 1974 года.
- Маркус (англ. Marcus) — имя режиссёра ремейка 2003 года.

## Том 2
В 2007 году, издательство объявило о своём намерении закрыть основную серию и рассказать историю в новом русле — было издано несколько одиночных историй, позже собранных под одной обложкой — релиз состоялся 14 января 2009 года.

### Снято! / Cut[6]
В первом специальном выпуске, написанном Уиллом Пфайфером (англ. Will Pfeifer) и нарисованном Стефано Раффаэли (англ. Stefano Raffaele), действие происходит спустя 30 лет после первого фильма, когда четверо молодых студентов кино-школы — Майк, Дарла, Марти и Винс — решают снять документальный фильм о Техасской резне бензопилой и семействе Хьюиттов. Для этого они отправляются на печально-известную скотобойню и вскоре попадают в лапы Кожаного лица!

### История одного мальчика / About A Boy[7]
Месяц спустя выходит второй специальный выпуск. Сюжет Дэна Эбнэтта (англ. Dan Abnett) и Энди Лэннинга (англ. Andy Lanning). Художник — Джоэль Гомес (англ. Joel Gomez).
В этом выпуске читатели узнают историю Томаса Хьюитта, а действие происходит до событий фильма «Техасская резня бензопилой: Начало». 9 июля 1958 года. Учитель из местной школы мистер Хэнсон появляется в доме Хьюиттов, чтобы поговорить с Людой Мэй о её сыне Томасе (будущем Кожаном лице), пытаясь уговорить её отдать мальчика в специальную школу.
Тем временем, Томас наблюдает за тем, как веселится, купаясь в реке, группа ребят. Вскоре они замечают Хьюитта, и прогоняют, закидав камнями. Тогда Томас надевает на лицо повязку и начинает следить и вскоре нападает на одного из юношей по имени Джесси. В доме Хьюиттов мистер Хэнсон рассказывает о том, что у Томаса есть удивительный талант швеи: домашние задания для швейного класса он выполнил из кожи каких-то животных.
Между тем, Томас держит Джесси в старом амбаре: убивает его и делает свою первую маску из человеческого лица. Вскоре с охоты возвращается дядя Хьюитта, Чарли (вероятно, будущий шериф Хойт) и начинает наводить порядок в амбаре. А Люда Мэй нападает на мистера Хэнсона, обещавшего написать в специальные службы насчёт Томаса и его социопатических наклонностей.

### Собственной персоной / By Himself[8]
В этом выпуске авторы сюжета Эбнэтт и Лэннинг вместе с художником Уэсли Крэйгом (англ. Wesley Craig) рассказывают нам историю шерифа Хойта: о том, как он был пленником во время Корейской войны и истоках его каннибализма, как единственной возможности выжить. История показана глазами молодого человека, которого Хойт схватил и пытает, попутно рассказывая об унижениях и издевательских, которые он пережил в Корее зимой 1953 года.
Именно там, корейцы предлагали пленным на допросах с пытками пари: их освободят, если они сделают 50 отжиманий, однако к тому моменту люди были так измучены, что у них едва ли хватало сил сделать несколько. Чтобы поддерживать жизнь в офицерах, от которых корейцам нужна была информация, пленных кормили мясом погибших. В конце концов, в живых остаётся лишь Хойт. Шериф заканчивает свой рассказ, а юноша пытается сбежать, но появляется Кожаное лицо и убивает его.

### Воспитывая Каина / Raising Cain[9]
Сюжет Брюса Джонса (англ. Bruce Jones). Художник — Крис Гаглиотти (англ. Chris Gugliotti). В семействе Хьюиттов пополнение — близнецы, названные Каином и Авелем.
Выпуск #1. Весна 1982 года. Семья Хьюиттов подстраивает автомобильную аварию. Хьюитты убивают двух пассажиров — юношу и девушку. Вернувшись домой, выясняется, что у Генриетты начались схватки и вскоре, она рожает близнецов. Люда Мэй называет их Каином и Авелем. Шесть недель спустя Генриетта решает сбежать с детьми, но Люда Мэй догадывается о её плане и пытается помешать женщине. Происходит несчастный случай — Генриетте успевают отдать Авеля Хьюиттам, а сама тонет вместе с Каином. Однако на следующее утро, в нескольких милях от озера дети находят умирающую Генриетту и выжившего малыша.
Выпуск #2. 1988 год. Подросшего Каина усыновили Уорнеры. Приёмная мать отводит мальчика к психотерапевту из-за мучающих его кошмаров — он видит происходящее вокруг глазами другого мальчика, окружённого странными людьми. Осень 1995 года. На охоте Каин чуть было не убивает своего сводного брата. Кошмары Каина продолжаются. Тем временем, пропадает соседская девочка Беки, Кейн находит бездомного убийцу и становится местным героем. Весна 2001. Повзрослевший Кейн становится помощником шерифа, а Хьюитты нападают на семью в кэмпинге и девочка успела перед смертью сделать фото подозреваемого — Кожаного лица.
Выпуск #3. Весна 2007 года. Каина направляют на задание — выследить убийц той самой семьи. След приводит Каина к дому ставшего местным шерифом Авеля, где его жена, Конни Джин, принимает его за своего мужа. Поняв, что перед ней чужак, она нападает на него с ножом. Она заманивает Каина в подвал, однако мужчина насаживает её на крюк. В этот момент в доме появляется Авель — его радости нет предела, ведь он нашёл своего брата, которого Хьюитты считали погибшим. Он даже «добивает» свою жену, чтобы угостить брата «праздничным ужином». Каин убивает Авеля и забирает его детей — своих племянников, которых также назвали Каином и Авелем. Он уже собирается уезжать, когда появляется Кожаное лицо и пытается остановить его. Каин падает в реку вместе с малышами. Люда Мэй успевает схватить малыша Каина, а юношу со вторым ребёнком уносит прочь течение. На следующее утро, местные дети находят труп Каина и выжившего малыша.

### СтрашилкиNew Line Cinema
В сентябре 2007 года издательство «WildStorm» выпустило журнал «New Line Cinema’s Tales Of Horror», состоящий из двух историй о легендарных маньяках: Фредди Крюгере и Кожаном лице. Сценарий представили Кристос Кейдж (англ. Christos Gage) и Питер Миллиган (англ. Peter Milligan); художником стали Стефано Рафаэли (англ. Stefano Raffaele) и Том Фистер (англ. Tom Feister); обложка разработана Дэриком Робертсоном (англ. Darick Robertson). В первой истории Фредди пытается узнать, кто же очередной маньяк из Спринвуда.
Вторая же часть под названием «Техасский продавец бензопил» рассказывает о продавце Тоубе Харрисе, он появляется на пороге трейлера Люды Мэй и пытается продать женщине новейшую модель. Неожиданно за спиной старой женщины возникает Чайная леди и приглашает Харриса отведать домашнего кебаба. Продавец решает этим воспользоваться и в подробностях рассказывает о преимуществах продаваемой им модели. Когда Люда Мэй говорит, что они здесь не пользуются оборудованием, продавец слышит бензопилу Томаса Хьюитта (преследующего свою жертву). Получив отрицательный ответ Люды Мэй, Харрис собирается уехать, но затем решает зайти в дом Хьюиттов. Однако никого там не находит и уезжает прочь от Хьюиттов.
Самое интересное, что на протяжении этого короткого рассказа Харрис размышляет о том, что нужно быть достаточно удачливым, чтобы продавать бензопилы в Техасе. А поскольку ему не удалось продать пилу той ночью, он считает, что удача обошла его стороной. Однако, он даже не догадывается, как ему повезло — уйти от Хьюиттов живым и невредимым.

## Критика
Джоэль Харли в обзоре для портала «CBR» назвал первый том «лучшим сиквелом» ремейка: «Этот комикс идёт сложным путём… Вместо того, чтобы рассказывать известный сюжет иначе, он продолжает историю клана Хьюиттов и копает глубже земли Фуллера, штат Техас, показывая один за другим многогранных местных жителей […] Кожаное лицо пугает здесь как никогда!». Также по словам автора, «финал истории по духу подобрался к картине Хупера так близко, как не вышло ни у одного из продолжений».